# Drosera macrantha
Drosera macrantha es una especie escandente o trepadora, perenne y tuberosa de planta carnívora perteneciente al género Drosera. 

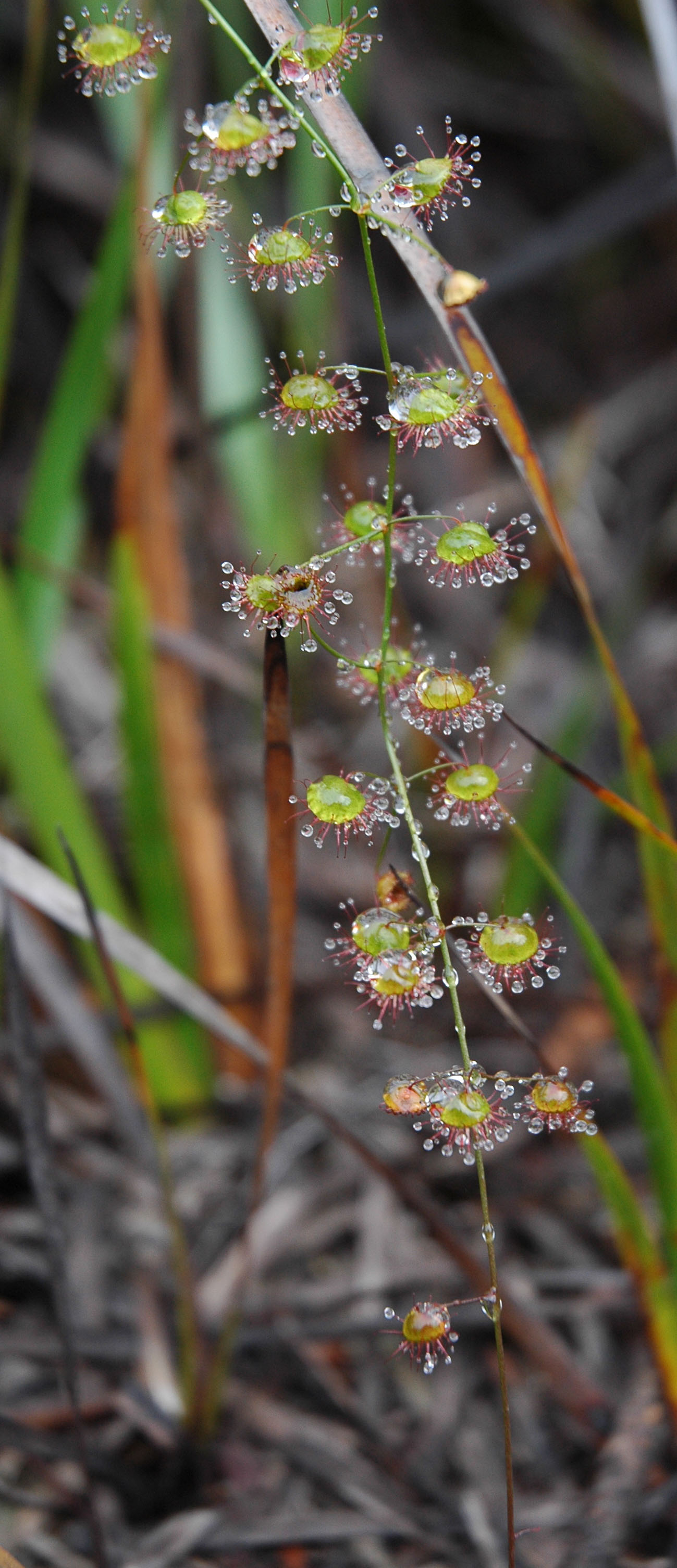
Inflorescencia

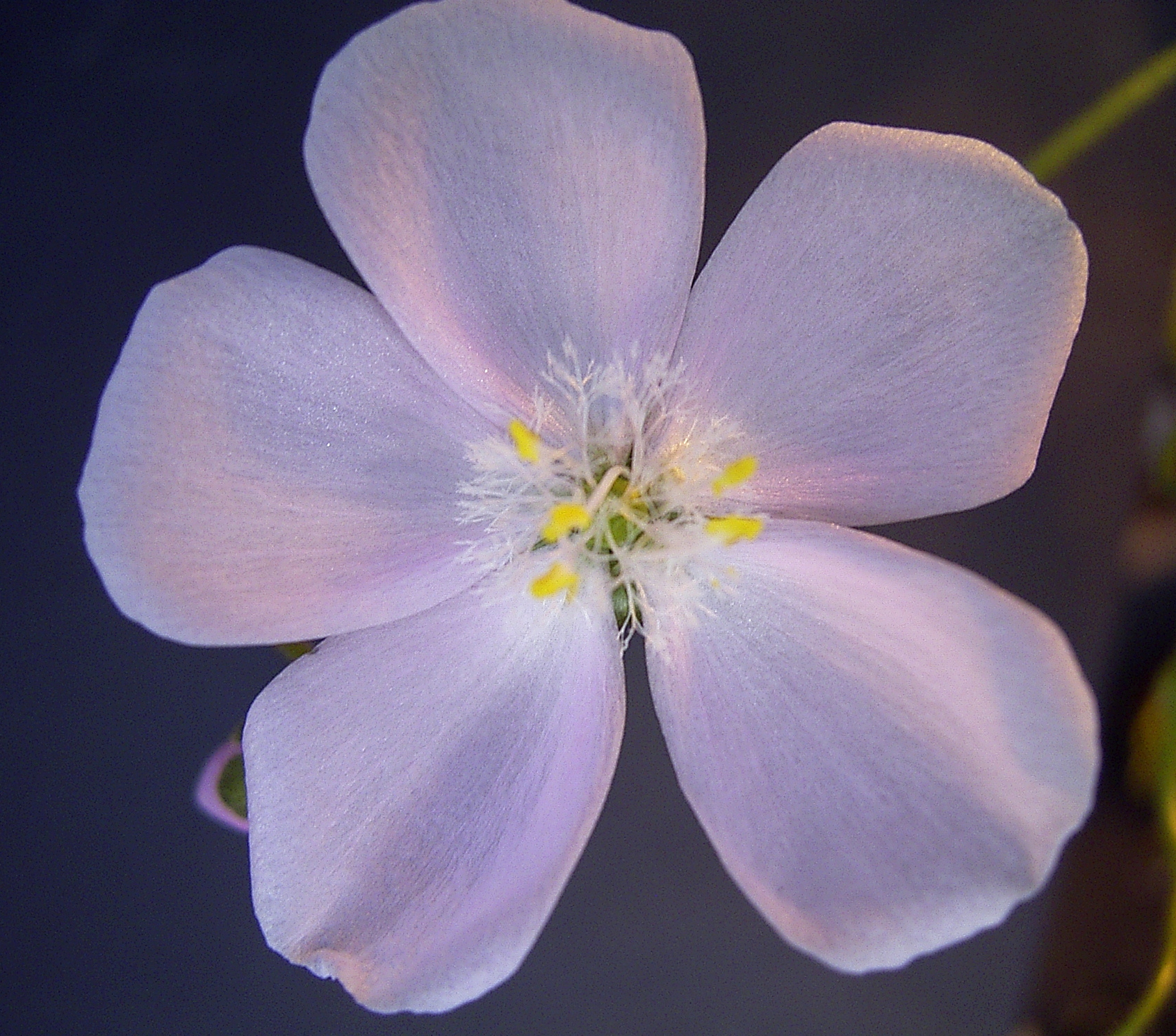
Detalle de la flor

## Descripción
Tiene unas pequeñas hojas carnívoras en forma de taza  a lo largo de un tallo largo que puede alcanzar los 0,16-1,5 m de alto a medida que asciende. Su única flor de 2,5 cm es de color blanco o rosa y florece  de junio a noviembre.

## Distribución y hábitat
Es endémica de Australia Occidental. 

Crece en una gran variedad de hábitats, incluidas las depresiones estacionales húmedas, arenosas, arcillosas, suelos de laterita o cuarcita. 

## Taxonomía
D. macrantha fue descrita por primera vez por Stephan Ladislaus Endlicher en 1837. Tiene una gran variabilidad, que la ha llevado a considerables sinonimias. Varias subespecies se han publicado, pero la mayoría de ellas se han trasladado o agrupado con el taxón de Drosera stricticaulis. la misma Drosera stricticaulis fue descrita por Ludwig Diels en 1906 como una variedad de esta especie y más tarde fue elevada al rango de especie. Uno de los taxones subespecíficos más reciente para ser designada fue D. macrantha subsp. eremaea en 1992 por N.G.Marchant y Allen Lowrie (la subespecie D. macrantha subsp. macrantha es un autónimo. En 1996, Jan Schlauer proporciona una revisión detallada y comprensiva con la  clave del género y también trasladó  la subespecie eremaea a una subespecie de D. stricticaulis, aunque no dio una razón específica para este movimiento. Otros autores, como el Departamento de Australia Occidental de Medio Ambiente y Conservación, todavía reconoce la subespecie eremaea como Drosera macrantha. Fue publicado en Enumeratio plantarum 6. 1837.

Etimología
Drosera: tanto su nombre científico –derivado del griego δρόσος (drosos): "rocío, gotas de rocío"– como el nombre vulgar –rocío del sol, que deriva del latín ros solis: "rocío del sol"– hacen referencia a las brillantes gotas de mucílago que aparecen en el extremo de cada hoja, y que recuerdan al rocío de la mañana.
macrantha: epíteto latino que significa "con grandes flores".
Subespecies
- D. macrantha subsp. eremaea N.G.Marchant & Lowrie
- D. macrantha subsp. macrantha

Sinonimia
- D. debilis F.Muell. ex Diels
- D. macrantha subsp. planchonii (Hook.f. ex Planch.) N.Marchant
- D. macrantha var. burgesii Diels
- D. menziesii var. albiflora Benth.
- D. plancherii Dutailly
- D. planchonii Hook.f. ex Planch.[9]